# Duncombe (Iowa)
Pour les articles homonymes, voir Duncombe.
Duncombe est une ville, du comté de Webster en Iowa, aux États-Unis. Elle est incorporée le 25 janvier 1893.

## Source de la traduction
- (en) Cet article est partiellement ou en totalité issu de l’article de Wikipédia en anglais intitulé « Duncombe, Iowa » (voir la liste des auteurs).